# 滝川利雍
滝川 利雍（たきがわ としやす）は、江戸時代中期から後期の旗本。旧片野藩主滝川家第11代当主。初名は利済（としなり）。通称は靱負（ゆきえ）、帯刀（たちわき）。字を粛之、号を玉芝園、南谷と称した。官位は従五位下、長門守、出羽守、安芸守。
漢学者毛利扶揺として知られる実父の薫陶を受けて漢詩に長じ、「布衣以上第一の作家」（大名・大身の中で一番の詩作者）と称された。滝川 南谷（たきがわ なんこく）の雅号でも知られる。

## 生涯
宝暦10年（1760年）、水戸藩家老山野辺家（1万石）の養嗣子、山野辺義褧（扶揺）の長男として水戸で生まれた。母は青柳氏。幼名は郁之丞。元服して諱を義嬰（または義采）、通称を靱負、字を長孺と称した。
安永6年（1777年）、父扶揺が廃嫡され、父とともに山野辺家から離縁した。江戸に移り住んで父の実家豊後佐伯藩主毛利家の厄介となり、氏を毛利、諱を嬰に改めた。
天明5年（1785年）、毛利家出身の旗本滝川一貞の末期養子に迎えられ、諱を利済、通称を帯刀に改めた。同年5月6日、幕府から滝川家（近江国内4000石）の家督継承を認められ、12月9日、将軍徳川家治に初めて御目見した。
天明6年（1786年）、中奥小姓に任命され、翌6年（1787年）に従五位下・長門守に叙任された。
寛政8年（1796年）、小普請組支配に転じ、同10年（1798年）末、甲府勤番支配に任じられた。甲府勤番支配は同役2名が甲府城に常駐する役職であり、翌11年（1799年）3月に甲府に赴任した。
甲府在勤中に諱を利雍、官名を出羽守に改める。利雍の在勤は6年に及び、甲府勤番支配として番士を指揮し、月番で甲府の町政をみるかたわらで、甲府学問所徽典館の創建、甲斐国の地誌『甲斐国志』の編纂など、文教面においても治績を残した。文化元年（1804年）には勤労を賞せられて時服を拝領した。
文化2年（1805年）、江戸に呼び戻され、西丸小姓組の番頭に任命された。同3年（1806年）、官名を安芸守に改める。同4年（1807年）には小姓組の番頭に転ずるが、翌5年（1808年）、病気のため辞職して寄合に列した。
文化11年（1814年）、寄合肝煎となる。文政3年（1820年）5月、病気のため寄合肝煎を辞任し、同年11月、家督を養父一貞の実子である滝川利教に譲って致仕した。
文政5年（1822年）死去、享年63。

## 文芸活動
利雍は幼少時に実父毛利扶揺に漢詩の手ほどきを受け、父の命を受けて父と同じく服部南郭の門人である安達清河に就いて学んだ。
詩集に『玉芝園詩草』があるほか、交流のあった文士の著作に多くの詩文が採録されている。

### 交友関係
山野辺家時代の父の年少の友人であった水戸藩の儒者立原翠軒とは、父子ともに生涯親交を保った。また、利雍と同じく上級武士の漢詩人として高名であった山村良由（蘇門）（木曽代官・美濃国内5700石）とは、没するまで親友関係にあった。
滝川家の家督継承後は、実家毛利家の当主である佐伯藩主毛利高標（霞山）の縁で好学の大名として高名な因幡国若桜藩主池田定常（冠山）、近江国仁正寺藩主市橋長昭（格斎）、美濃国岩村藩の藩主一門松平乗衡（後に林大学頭家を継承して林述斎となる）らと親しく交際し、交代寄合（備中国撫川領5000石）の旗本戸川達邦（伯家）邸で開かれていた文学会「風月社」に参加した。
49歳で小姓組番頭を辞職して無役となってからは、麻布三河台町の自邸 に全国の文士を招き、身分の隔てなく交際した。交流のあった文士としては、市河寛斎、大沼竹渓、樺島石梁、菊池五山、古賀侗庵、西島蘭渓などが挙げられる。
病気がちであった晩年の文政4年（1821年）、潮浴療養のため44年ぶりに常陸国を訪れ、水戸藩の文士と詩を交している。

### 作風
利雍の漢詩の師である安達清河は荻生徂徠の流れを汲む古文辞学派の学者であり、『玉芝園詩草』に収録された滝川家相続以前の作品は、盛唐の詩に題材や表現を借りて感慨悲壮の感情を込めた格調派の作品が多いとされる。滝川家を継いで交友関係を広げてからは、晩唐・宋の詩の影響を受けた新詩風を取り入れ、現実的な題材で写実的な描写を行うようになった。池田定常は、利雍の詩は晩年には南宋の陸游を模範としたとしている。
他方で、利雍は詩に新奇さを感じさせながらも、常に格調声律の調整に心を配っていたとされる。林述斎は、利雍の詩はあくまで漢・唐の詩風に学んで遵守したと評している。

## 著作
- 『玉芝園詩草』
- 『滄溟近体声律考』
- 『両韻考』

## 系譜
- 父：森褧（1730年 - 1786年） - 豊後佐伯藩主毛利高慶の四男。
- 母：青柳氏
- 養父：滝川一貞（1758年 - 1785年） - 滝川利広養子。豊後佐伯藩主毛利高丘（高慶孫）の五男。
- 正室：酒井忠香（越前敦賀藩主）の娘 - 初め公家の風早実秋と婚約し、破約後に利雍に嫁す。
- 子女
  - 石河勝任 - 旗本石河勝行（200石・廩米100俵）養子。
  - 輿之助
  - 明熈
  - 女子4人
- 養子
  - 利教（1785年 - 1849年） - 初名は美利。滝川一貞の長男。

滝川家は常陸片野藩2万石の旧藩主家で、織田信雄・豊臣秀吉に仕えた戦国武将滝川雄利の末裔にあたる。雄利の子正利のとき、嗣子を欠くことを理由に所領返上を幕府に願い出て廃藩したが、摂津高槻藩主土岐定義の次男が幕命により正利の娘を娶り滝川利貞を名乗って名跡を継承し、旗本寄合席（2000石、のち4000石）となった。
利貞夫妻の直系子孫は9代利広で絶え、豊後佐伯藩主毛利高丘の五男高納を末期養子に迎えて10代滝川一貞とした。一貞も幼い男子を残して28歳で早逝したため、水戸藩家老山野辺家を廃嫡されて実家毛利家の厄介となっていた森褧（毛利扶揺）の嫡子嬰（26歳）が急遽11代当主に据えられ、滝川利済（利雍）となった。
利雍は、先代一貞が亡くなった年に生まれた遺児の利教（『寛政重修諸家譜』の美利）を養子として養育し、滝川家の家督を譲った。